# Neue Zeitschrift für Musik

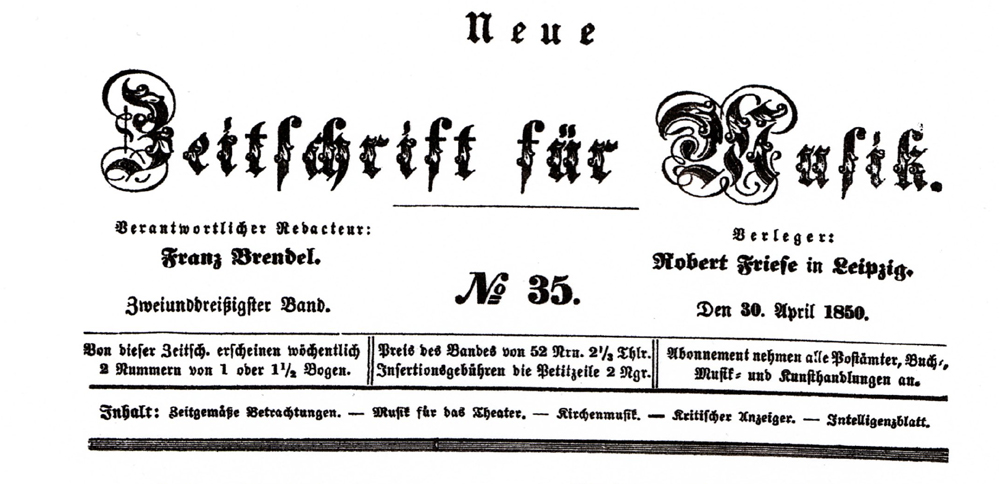
En-tête de la première page du NZM, exemplaire du 30 avril 1850

La revue Neue Zeitschrift für Musik ou NZM (en français :  Nouveau Journal de la Musique) est un magazine de musicologie publié à Leipzig, et fondé par Robert Schumann et des membres de la société des artistes, Ludwig Schuncke (pseudonyme, « Jonathan »), Friedrich Wieck et Julius Knorr. Son premier exemplaire sort le 3 avril 1834.
Bien que les premières publications officielles soient signées Julius Knorr, la plupart des articles dans les premiers numéros proviennent en réalité de Schumann lui-même. En 1835, lorsqu'un nouvel éditeur est trouvé, le nom de Schumann apparaît pour la première fois. Dans ses articles, il donne des descriptions complètes de son opinion sur la nouvelle génération de musiciens méritant d'être acclamée, comme c'est le cas pour Chopin ou Berlioz.
En juin 1843, les nombreux engagements de Schumann l'obligent à abandonner l'édition du magazine, et en 1844, Franz Brendel devient le nouveau propriétaire et éditeur. La publication la plus célèbre à cette époque reste certainement l'article antisémite de Richard Wagner Das Judenthum in der Musik publié sous le pseudonyme de K. Freigedank (qui signifie en allemand : libre pensée) dans le volume 33, no 19 (3 septembre 1850). À la suite de cela, des demandes de démissions furent émises au nom du Conservatoire de Leipzig à l'encontre de Brendel, notamment par Ignaz Moscheles et d'autres enseignants. En effet, l'article de Wagner avait insulté la mémoire de Felix Mendelssohn, le fondateur du Conservatoire. Mais cette affaire n'eut aucun effet, et Brendel continua à éditer jusqu'à sa mort en 1868.